# تاكاشي هايروز
تاكاشي هايروز (باليابانية: 広瀬隆؛ بالكانا: ひろせ たかし) هو مترجم وكاتب ياباني ، ولد في 24 يناير 1943 في طوكيو التي تقع في اليابان.